# Circonscription de Wright
La circonscription de Rankin est une circonscription électorale fédérale australienne dans le Queensland. Elle a été créée en 2009 et mise aux voix en 2010. Elle porte le nom de la poétesse Judith Wright.
Elle s'étend sur une grande partie de l'arrière-pays de la Gold Coast et les villes de Beaudesert et Boonah.

## Représentants
| Nom            | Parti            | Période de mandat |
| -------------- | ---------------- | ----------------- |
| Scott Buchholz | Libéral national | 2010-en cours     |

## Résultats des élections
| Parti                            | Parti                        | Candidat                     | Voix    | %     | ±     |
| -------------------------------- | ---------------------------- | ---------------------------- | ------- | ----- | ----- |
|                                  | Libéral national             | Scott Buchholz (en)          | 45 753  | 43,19 | −1,73 |
|                                  | Travailliste                 | Pam McCreadie                | 22 643  | 21,37 | +2,63 |
|                                  | Une nation                   | Keith Hicks                  | 15 095  | 14,25 | +0,24 |
|                                  | Verts                        | Nicole Thompson              | 12 107  | 11,43 | +4,26 |
|                                  | UAP                          | Cassandra Duffill            | 8 703   | 8,22  | +3,32 |
|                                  | Fédération                   | Shonna-Lee Banasiak          | 1 632   | 1,54  | +1,54 |
| Total des suffrages exprimés     | Total des suffrages exprimés | Total des suffrages exprimés | 105 933 | 96,60 | +2,68 |
| Votes nuls                       | Votes nuls                   | Votes nuls                   | 3 733   | 3,40  | −2,68 |
| Participation                    | Participation                | Participation                | 109 666 | 88,59 | −3,42 |
| Résultat de préférence bipartite |                              |                              |         |       |       |
|                                  | Libéral national             | Scott Buchholz (en)          | 64 506  | 60,89 | −3,69 |
|                                  | Travailliste                 | Pam McCreadie                | 41 427  | 39,11 | +3,69 |
|                                  | Libéral national retenir     | Libéral national retenir     | Swing   | −3,69 |       |